# Henna (növényfaj)
A henna (Lawsonia inermis) a mirtuszvirágúak (Myrtales) rendjébe és a füzényfélék (Lythraceae) családjába tartozó faj, nemzetségének egyetlen elismert faja.
A henna szó a növény arab nevéből származik (arabul: الحناء al-ḥinnāʾ). Ez a szó a muszlim kultúrkörökben női névként is szerepel. Jelentése: áldott. A nemzetség tudományos nevét Isaac Lawson skót természettudósról kapta.

## A növényről
A henna egy virágos cserje, mely Afrika szubtrópusi területein, Dél-Ázsiában és Észak-Ausztráliában őshonos. 2-6 méter magasra nő meg. Egyszerű, ép szélű levelei átellenesen állnak. Virága apró, tölcsér alakú, méz illatú.
A növényben található festő hatású anyag (lawsone) által a bőrt, hajat, és egyéb protein tartalmú anyagokat (köröm, gyapjú, selyem) narancsvörösre színezi. A színezőanyag-tartalom a levél részben a legmagasabb. Színező hatása növekszik, ha élőhelyén a hőmérséklet 35 °C és 40 °C között van. 11 °C alatti hőmérsékleten nem növekszik, 5 °C alatt pedig elpusztul.

## Termesztése
A hennát kereskedelmi céllal Indiában, Pakisztánban, Bangladesben, Afganisztánban, Iránban, Marokkóban, Jemenben, Szomáliában, Szudánban, Líbiában és Egyiptomban termesztik, ezen belül Radzsasztánban (India) a legnagyobb mennyiségben. Itt több mint 100 üzem foglalkozik a henna növény feldolgozásával.
Bár a bronzkor óta használatos ez a festőnövényt, igazán populáris a nyugati kultúrákban az utóbbi 50 évben lett.
Népszerűségére nagyban hatott a termesztés és feldolgozás folyamatának intenzív fejlődése és a hennafestést tradicionálisan alkalmazó népek vándorlása.

## Felhasználása
Az emberi bőrre történő hennafestés fesztiválok és ünnepségek alkalmával elterjedt tevékenység azokban az országokban, ahol termesztésével is foglalkoznak. A frissen elkészített hennapasztával festett minta éjszakára a bőrön marad. Másnap, a megszáradt henna eltávolítása után előtűnik a festett rajzolat, melynek tartóssága függ az alkalmazott hennapor minőségétől, frissességétől, a bőr típusától és attól, hogy mennyi ideig hagytuk a bőrön a hennapasztát.
A hennával történő hajfestés szintén széles körben elterjedt. A hajat eredeti színétől függően a vörös különböző árnyalataira festi.
Használják gombaölő szernek is bőr tartósításához és parfümök adalékanyagaként is.

## Hennapaszta készítése
A henna növény levele önmagában nem színezi meg az emberi bőrt. Ahhoz, hogy jó minőségű festőanyag készüljön belőle, liszt finomságúra kell őrölni az előzőleg megszárított leveleket. Az így kapott őrleményt érdemes átszitálni, hiszen a nagyobb, elégtelenül megőrölt részek eltömíthetik a hennatölcsér nyílását. Azok a molekulák, melyek a festésért felelősek, savas környezetben aktiválódnak ezért adunk citromlét, fekete kávét vagy fekete tea főzetét a porhoz.
A tiszta illóolaj segít abban, hogy a hennaminta tartós legyen. Ez is a hennapasztához keverendő. Használható eukaliptuszolaj, gerániumolaj, teafaolaj vagy levendulaolaj.
További alkotóelem a cukor, de helyette tehetünk juharszirupot vagy mézet is a keverékbe. A cukor funkciója az, hogy a hennapasztát több órán keresztül a bőrön tartsa. Ha száraz, meleg környezetben készül a hennafestés, ajánlatos több cukrot a keverékbe tenni, hogy megakadályozzuk ezzel a hennapaszta gyors leszáradását.
A felsorolt alapanyagok egy lehetséges aránya:
- 30 gramm hennapor
- 1 evőkanál kristálycukor
- 30 csepp levendulaolaj
- annyi citromlé, hogy fogkrém sűrűségű legyen a keverék

Keverjük össze a hozzávalókat. Ne használjunk fém eszközöket. Amint elkészült a hennapaszta, hagyjuk 6–12 óráig pihenni, hogy a hennapor cellulóztartalma lebontódjon.
A várakozási idő eltelte után pálcikával vihetjük a bőrre, vagy becsomagolhatjuk vízálló tölcsérbe, esetleg műanyag flakonba, melyekből a bőrre préselhető a paszta.

## Hennás testfestés

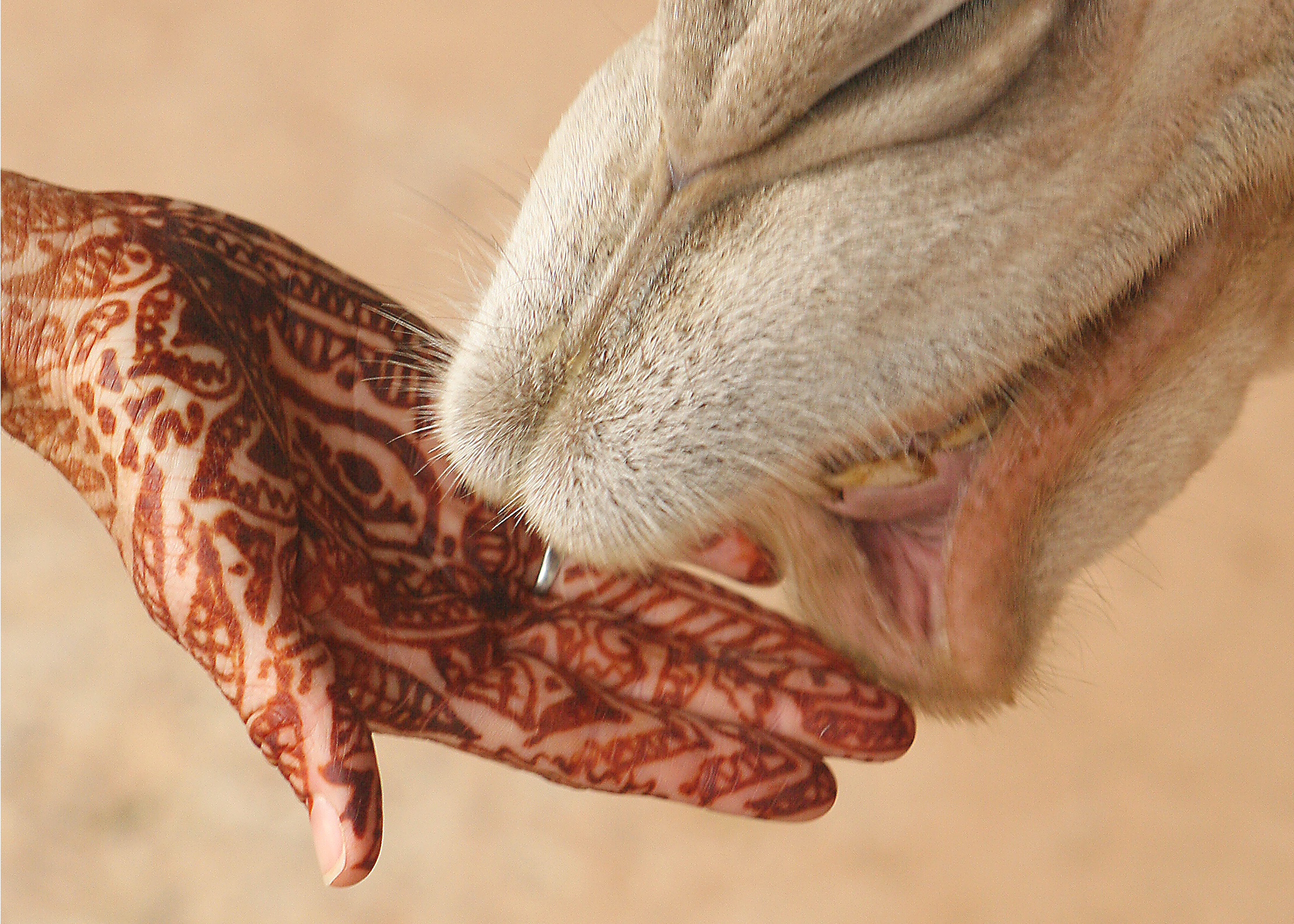
Henna kézen

A bőrre való felvitelt követően a hennapaszta fokozatosan megfesti a bőr felső sejtrétegeit. Kezdetben narancssárgás színű a minta, de egy napon át mélyül ez a szín, és egyre inkább vörös, vagy vörösesbarna árnyalatú lesz. Minél hosszabb ideig maradt a bőrön a hennapaszta, annál sötétebb színt eredményez. Ha citromlé és cukor keverékével időnként megnedvesítjük a már megszáradt pasztát, még több festőanyag tud a bőrbe szívódni. Legalább négy órán keresztül hagyjuk a bőrön a hennapasztát. Ez idő alatt tartsuk melegen, és nedvesen. A megszáradt hennát ne mossuk le, csak száraz kendővel távolítsuk el. Az elkövetkezendő néhány órában kerüljük, hogy víz érje a megfestett bőrt. Az eredmény sötétebb lesz, ha a henna eltávolítása után is meleg helyen tartózkodunk. Miután elérte a legsötétebb színt, a minta elkezd halványodni. Ennek a folyamatnak a hossza attól függ, hogy milyen mélységben festette meg a bőr hámrétegét a henna. Ahogy fokozatosan megújulnak sejtjeink, úgy tűnik el – a hámlás során – a minta. Tenyéren és a talpon igazán sötét színű és tartós rajzolatot eredményez a festés.

## A hennafestés hagyománya
A "henna"szó különböző nyelvekben való megfelelője alapján arra lehet következtetni, hogy a henna növény – mint testfestő alapanyag – használata több irányból indult el. A Földközi-tenger keleti részén a bronzkortól kezdve alkalmaznak hennafestést fiatal lányokon. Legkorábban egy Szíriai szöveg említi a "henna" kifejezést egy termékenységgel és házassággal kapcsolatos történetben. A legendában nemes hölgyek találkozóra készülnek férjükkel, s erre az alkalomra úgy készülnek, hogy hennát festenek maguknak.
Több fiatal nőről készült kisplasztika került elő a Krisztus előtti 1500–500-ig tartó időszakból, melyek keze hennafestéssel díszített. A termékenység és a fiatal női lét e korai összekapcsolásából eredeztethető a "Henna estéje" kifejezés, mely a házasulandó fiatal nő esküvő előtti estéjén történő, szertartásszerű hennafestésre utal. A Henna estéje széles körben elterjedt. Ünneplik a zsidók, muszlimok, hinduk is azzal, hogy főleg a menyasszonyt, de esetenként a vőlegényt is hennafestéssel díszítik az esküvő előtti éjszakán.
A következő ünnepek szintén összefonódtak a hennafestéssel: Purim (zsidó farsang), Ramadán időszak vége az iszlámban, Diwali (A fény ünnepe a dzsainizmusban, hinduizmusban, szikhizmusban), Karwa Chauth (a házas nők hindi ünnepe), Pészah (zsidó húsvét), Perzsa újév, Mawliv (a próféta születése az iszlámban).
A henna a hiedelem szerint áldást, jó szerencsét, szépséget hoz viselőjének. A legtöbb és legbonyolultabb hennafestést a feleségek kapták szerte a világban, ezzel erősítve a rájuk szálló áldást.
A hennafestő művészek Marokkóban, Mauriciuszon, Jemenben, Líbiában, Szomáliában, Szudánban és Indiában ma már saját üzlettel rendelkeznek, melyek a nagy fesztiválok alatt éjjel-nappal várják a vendégeket.

## A henna hatása egészségünkre
Az előre bekevert, boltokban árusított hennapaszta tartalmazhat olyan tartósítót, vagy színárnyalatot mélyítő adalékanyagot, mely káros lehet a bőrre. Előfordult, hogy ezüst-nitrátot, kármint, pirogallolt és krómot találtak hennapasztába keverve.

## Fekete henna
A fekete hennának nevezett készítmény nem henna növényből készül, csak az elnevezése ugyanaz. Elkészítéséhez használhatnak indigót, vagy olyan anyagokat, melyek bőrön való használata nem engedélyezett (PPD: p-phenylenediamin). A PPD-vel az 1990-es években kezdtek el kísérletezni. A cél az volt, hogy olyan festéket hozzanak létre, mely gyorsan feketére festi a bőrt. Használata azért veszélyes, mert allergiás reakciót válthat ki: viszketést, állandó érzékenységet, égéshez hasonló sebet eredményez. Ezek a reakciók néha azonnal megjelennek, máskor pedig csak egy héttel a festés után. Ha természetes hennához keverik ezeket az adalékanyagokat, akkor is kiváltódhatnak e reakciók. Az allergiás reakciók aránya 3-15% közt alakul.
A "fekete hennának" nevezett keverék 10–60% PPD-t tartalmaz, és fél órán keresztül a bőrön van, ezért különösen veszélyes. Alkalmazása a turisták által sűrűn látogatott területeken elterjedt.
Ha nem vagyunk biztosak abban, hogy milyen hennával festene ránk a hennafestő, inkább ne kérjük a hennafestést. Joggal gyanakodhatunk fekete hennára akkor, ha fél óráig elegendő a bőrön hagyni a hennapasztát, vagy ha barnás-fekete színű sűrű folyadékkal készülne a festés.
Ha hennafestés után bőrünkön a fent felsorolt reakciók valamelyikét tapasztaljuk, azonnal forduljunk orvoshoz.